# Hemavan
Hemavan is een plaats in de gemeente Storuman in het landschap Lapland en de provincie Västerbottens län in Zweden. De plaats heeft 216 inwoners (2005) en een oppervlakte van 82 hectare. De plaats ligt aan de rivier de Ume älv. Vlak bij de plaats ligt een skigebied. De plaats ligt in de Zweeds-noorse bergketen, aan de rand van Europas grootste natuurreservaat Vindelfjällen. Het Kungsleden wandelpad loopt vanuit dit dorp in noordoostelijke richting de fjäll in.